# Macropis frivaldszkyi
Macropis frivaldszkyi är en biart som beskrevs av Alexander Mocsáry 1878.
Macropis frivaldszkyi ingår i släktet lysingbin och familjen sommarbin. Inga underarter finns listade i Catalogue of Life.